# Annali di Matematica Pura ed Applicata
Annali di Matematica Pura ed Applicata (en italiano: Anales de Matemática Pura y Aplicada) es una revista científica bimensual revisada por pares que cubre todos los aspectos de la matemática pura y aplicada. La revista se fundó en 1850 con el nombre de Annali di Scienze Matematiche e Fisiche (en italiano: Anales de Ciencia Matemática y Física), y cambió a su nombre actual en 1858. Fue la primera publicación periódica italiana dedicada a las matemáticas y escrita en italiano.  Sus redactores jefe fundadores fueron Barnaba Tortolini y Francesco Brioschi. Actualmente la publica Springer Science+Business Media y el redactor jefe es Graziano Gentili (Universidad de Florencia).

## Indexación
La revista se encuentra indexada en los siguientes servicios:
- Science Citation Index Expanded
- Scopus
- Zentralblatt MATH
- Academic OneFile
- Current Contents/Physical, Chemical and Earth Sciences
- INIS Atomindex
- International Bibliography of Periodical Literature
- Mathematical Reviews
- Referativny Zhurnal

De acuerdo a los Journal Citation Reports, en 2017 tuvo un factor de impacto de 1.066.